# الفيصلية (الأفلاج)
الفيصلية، هي قرية من فئة (ب) تقع في محافظة الأفلاج، والتابعة لمنطقة الرياض في السعودية. وتبعد الفيصلية عن محافظة الأفلاج بمسافة تقارب () كم.